# شركة تمبرلاند

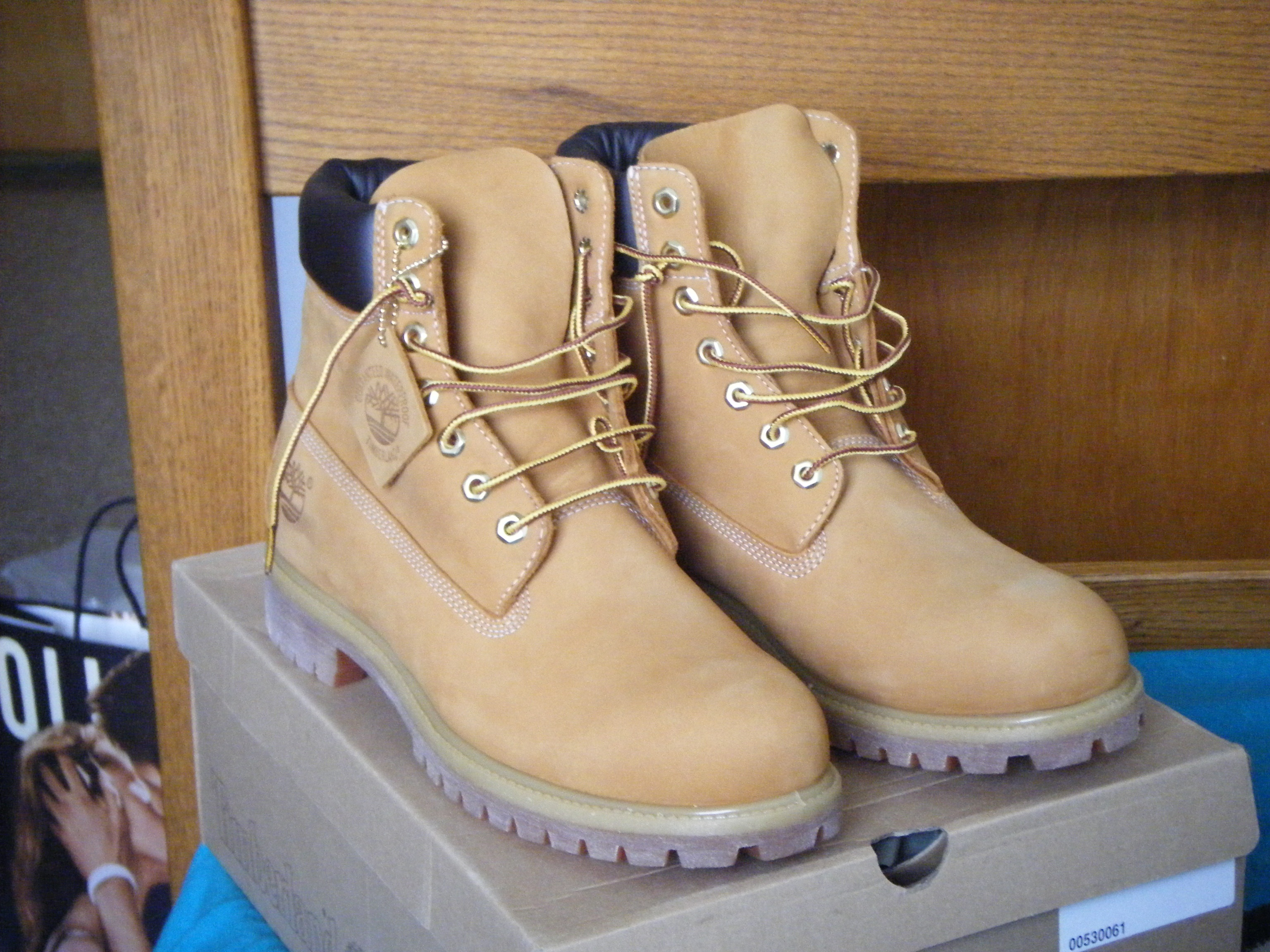
حذاء من صنع الشركة

شركة تمبرلاند (بالإنجليزية: The Timberland Company)‏ هي مصنع وموزع لملابس الرحلات والملابس الشتوية والصيفية مع التركيز على الأحذية. وتقع مواقعها الرئيسية في نيوهامشير، مقاطعة بويل، كنتاكي وأونتاريو، كاليفورنيا.
وتشتهر أحذية تمبرلاند باستخدامها لللنزهات وصعود الجبال. وتبيع الشركة أيضا بعض المتعلقات مثل الملابس، الساعات والمصنوعات الجلديه. وتعتبر الشركة من مناصري المسؤولية الاجتماعية للشركات...

## تاريخ الشركة
... ناثان سوارتز بدأ عمله كخياط مبتدئ للاحذية.
1952... ناثان اشترى 50% من اسهم شركة ابيجتون للاحذية.
1955 ... اشترى ناثان ال 50% الباقية وشارك ابنه سيدنى في تأسيس صناعة الاحذية وجعل من هذه الصناعة عمل عائلى.
1965 ... تكنولوجيا الحقن ادت إلى ظهور أول حذاء جلدى مقاوم للمياه.
1973 ... تم صناعة الحذاء البوط التقليدى (Yellow Boot).
1973 تم ظهور اسم تمبرلاند في السوق العالمية
تاريخ الماركة (2-3):
1979 ... الدخول إلى إيطاليا بدأ ظهور الماركة بالسوق العالمية.
1992 ... مجتمع تمبرلاند المبدئى الخدمى بدأ. تم اعطاء الموظفين اجر 16 ساعة عمل ليقوموا بأداء الخدمات للجماعة.
2003 ... أصبح عمر البوت الأصفر 30 سنة.

## المشاركة الاجتماعية
تمبرلاند تعتقد ان الأعمال في وجود افراد له القوة في خلق تغيرات ايجابية.
- كل الاشياء التي نقوم بعملها في تمبرلاند كان نتيجة السعى القاسى لإيجاد ووسيلة لجعلها أفضل.
القيم الاساسية التي نهتم بها:
```
المجتمع.
```

```
مفاهيم حقوق الإنسان على مستوى العالم.
```

	البيئة.
بواسطة: مصطفى إبراهيم ( مدير تمبرلاند سيتى ستارز )

## وصلات خارجية
- الموقع الرسمي للشركة
- موقع التجارة الإليكترونية
- الموقع الفرنسي
- الموقع الياباني